# Departementet Alaska
Departementet Alaska (engelska: Departement of Alaska) kallades administrationen av Alaska från det amerikanska inköpet den 18 oktober 1867, och fram till Distriktet Alaska skapades den 17 maj 1884. Under dessa år kontrollerades Alaska av USA:s armé (till 1877), av USA:s finansdepartement (från 1877 till 1879) och USA:s flotta (från 1879 och fram till 1884). Området blev senare Alaskadistriktet, därefter Alaskaterritoriet, och slutligen den amerikanska delstaten Alaska.

### Fotnoter
1. ↑  ”Alaska” (på engelska). World Statesmen. http://www.worldstatesmen.org/US_states_A-D.html#Alaska. Läst 20 juli 2015.